# Чукотський автономний округ
Чуко́тський автоно́мний о́круг або Чуко́тка (рос. Чуко́тский автоно́мный о́круг; чук. Чукоткакэн автономныкэн округ) — суб'єкт Російської Федерації, входить до складу Далекосхідного федерального округу. Утворений 10 грудня 1930. Адміністративний центр — м. Анадир.
Межує з Республікою Саха (Якутія), Камчатським краєм і Магаданською областю, а також зі США на невеликому проміжку Берингової протоки.
Приморська частина округу належить до прикордонної зони, через що в'їзд туди як для іноземців, так і для громадян Росії регулює прикордонна служба Росії.
У Чукотському автономному окрузі за даними на 2017 рік 20 % працівників заробляли понад 100 тисяч російських рублів на місяць. Чукотка займає друге місце в рейтингу рівня зарплат за регіонами Росії.

## Географічне розташування
Чукотський автономний округ розташований на крайньому північному сході Росії. Займає частину материка і низку островів (Врангеля, Айон, Ратманова й інших).
Більша частина Чукотки розташована в східній півкулі, близько половини її території — за Північним полярним колом.
Омивається Східно-Сибірським, Чукотським і Беринговим морями.
Основні річки — Анадир (з притоками Майн, Біла, Танюрер), Омолон, Велика, Амгуема, Великий і Малий Анюй. Найбільші озера — Красне, Ельгигитгин, Пекульнейське.
Чукотський автономний округ є територією, на якій діє прикордонний режим: для в'їзду в округ необхідна наявність спеціальної перепустки, видаваної Федеральною прикордонною службою Росії. В'їзд іноземних громадян на територію округу регламентований, тобто іноземцеві потрібний спеціальний дозвіл уряду округу, погоджений з ФСБ і прикордонною службою Російської Федерації.

## Клімат
Клімат суворий, на узбережжях — морський, у внутрішніх районах різко континентальний. Тривалість зими до 10 місяців.
Середня температура січня від −15 °C до −39 °C, липня від +5 °C до +10 °C. Опадів 200—500 мм на рік.
Вегетаційний період у південній частині округу 80-100 днів. Повсюдно поширена багаторічна мерзлота.

## Природні ресурси
Значні резерви нафти, природного газу, вугілля, золота, вольфрама, ртуті й олова. Найвідоміші родовища: рудного золота — Купол, Майське, Каральвеємське; розсипного золота — Ривеємське, Пільхінкууль, Каральвеємське;олова — Валькумей, Пиркакай, Іультинське; вугілля — Анадирське, Берингівське, вольфраму — Іультинське родовище.
На території округу розташоване унікальне озеро Ельгигитгин, вивчення якого дозволить зрозуміти яким був клімат на землі тисячоріччя назад, а також заповідник Острів Врангеля.

## Часовий пояс
Чукотський АО перебуває в годинному поясі, позначуваному за міжнародним стандартом як PETT чи Камчатський час. Тут зсув відносно UTC становить +12:00. Щодо Московського часу годинний пояс має постійний зсув +9 годин і позначається в Росії відповідно як MSK+9.

## Історія
Чукотський автономний округ був утворений 10 грудня 1930 року. З 1977 року в складі Магаданської області. Вийшов з її складу в 1991 році й на сьогодні є єдиним автономним округом, що не входить до складу іншого суб'єкта Російської Федерації.

## Населення

Розселення корінних народів Чукотки

Ескімоси на Чукотці

Населення — 50,5 тис. осіб (2006). Густота населення — 0,07 осіб/км² (2006), питома вага міського населення — 66,3 % (2006).
Згідно з всеросійським переписом населення 2010, національний склад населення округу був наступним:
| народ    | чисельність | частка |
| -------- | ----------- | ------ |
| росіяни  | 25 068      | 49,6 % |
| чукчі    | 12 772      | 25,3 % |
| українці | 2 869       | 5,7 %  |
| ескімоси | 1 529       | 3,0 %  |
| евени    | 1 392       | 2,8 %  |
| чуванці  | 897         | 1,8 %  |

Національний склад населення районів Чукотського АО за даними перепису 2010 року
|                     | населення | росіяни | чукчі | українці | ескімоси | евени | чуванці |
| ------------------- | --------- | ------- | ----- | -------- | -------- | ----- | ------- |
| мун. округ Анадир   | 13 330    | 61,2    | 11,9  | 5,8      | 1,5      | 1,3   | 2,1     |
| Анадирський район   | 9 348     | 42,7    | 28,7  | 5,3      |          | 3,3   | 6,3     |
| Білібінський район  | 7 868     | 61,1    | 11,9  | 6,6      |          | 10,9  |         |
| Іультинський район  | 5 589     | 47,4    | 26,8  | 6,9      | 3,5      |       |         |
| Провіденський район | 3 910     | 34,6    | 36,7  | 2,7      | 19,2     |       |         |
| Чаунський район     | 5 362     | 61,0    | 18,8  | 9,5      |          |       |         |
| Чукотський район    | 4 820     | 14,5    | 72,9  | 1,5      | 7,1      |       |         |

### Мови
Офіційною мовою, а також мовою освіти є лише російська. Місцевими мовами ведуть навчання лише в деяких початкових школах. На Чукотці працюють 78 вчителів «рідної мови». Станом на 2012 рік викладання рідної мови ведеться:
- чукотської — в 31,
- ескімоської — в 4,
- евенської — в 3 школах округу.

З 2003 р. виходить тримовне видання «Рідна мова».

## Адміністративний устрій
Чукотський автономний округ складається із 6 районів:
- Анадирський район
- Білібінський район
- Іультинський район
- Провіденський район
- Чаунський район
- Чукотський район

## Влада
21 жовтня 2005 року депутати Чукотської думи одноголосно таємним голосуванням затвердили Романа Абрамовича на посту губернатора регіону на другий термін. За нього проголосували 11 депутатів, двоє приїхати до Анадиру не змогли через негоду.
| Губернатори Чукотського автономного округу | Губернатори Чукотського автономного округу |
| ------------------------------------------ | ------------------------------------------ |
| 1991 — 2000                                | Назаров Олександр Вікторович               |
| 2000 — 2008                                | Абрамович Роман Аркадійович                |
| 2008 — н/в                                 | Копін Роман Валентинович                   |

## Освіта
Станом на 1 липня 2011 року в Чукотському автономному окрузі функціонують 83 освітніх установи, з них 42 загальноосвітніх заклади, 15 закладів дошкільної освіти, 3 заклади початкової професійної освіти, 20 закладів додаткової освіти дітей (з них у віданні Департаменту освіти, культури та молодіжної політики Чукотського автономного округу перебувають 19 установ та 1 установа знаходиться у віданні Комітету з питань спорту і туризму Чукотського автономного округу), 1 навчальний заклад додаткової професійної освіти (підвищення кваліфікації) фахівців, 1 установа середньої професійної освіти, 1 освітній заклад для дітей-сиріт та дітей, що залишилися без піклування батьків (знаходиться у віданні Департаменту соціальної політики Чукотського автономного округу).
В жовтні 2011 року було відкрито перший в регіоні вищий навчальний заклад — філія Північно-Східного університету ім. М. К. Амосова в Анадирі.